# Tamil Nadu
Tamil Nadu (tàmil தமிழ் நாடு,ु) és un estat de la Unió Índia. Limita amb els estats de Pondicherry, Kerala, Karnataka i Andhra Pradesh. La capital és Madras (Chennai en tàmil), i altres ciutats importants són Coimbatore, Madurai, Tiruchirapalli, Salem, i Tirunelveli.

## Geografia
La part continental és coberta de boscos en un 15% del territori; és una zona envoltada de muntanyes que són una perllongació dels Ghates Occidentals, i es divideix en quatre zones definides:
- La plana costanera
- Els turons del nord i est, perllongament dels Ghates Occidentals (Muntanyes de Palni, Nilgiri i Dodabetta) i els Ghates Orientals (Muntanyes de Javadi, Kalrayan i Chitteri).
- A l'est, la vall del riu Cauvery
- Al sud, les planures de Ramathapuram i Madurai, així com la planura de Maysur i l'altiplà de Koyampattur, amb el pic Anaimundi (2.695 m), el més alt del país.

Els principals rius són els Kaveri, Ponnaiyeri, Vaikai, Tambraparni i Palar.
La ciutat d'Ambur amb gairebé 100.000 habitants censats.

## Població
La distribució de grups ètnics a l'estat són:
- 86,7% tàmils
- 7,1% telugu
- 2,2% kanara
- 1,5% urdu
- 1,0% malaialam

Pel que fa a la religió, el 91% són hinduistes, un 4% són musulmans i un 4% cristians de ritu malabar, L'u per cent restant són jainites al sud d'Arcot i Madras. Els cristians són majoritaris als districtes de Tirunelveli i Kanniyakumari. Els kanara viuen als Nilgiris i parlen el dialecte badaga, i també malaialam, Les castes més pobres viuen en ceri (àrees segregades).

## Economia
Els rius promocionen molts recursos hídrics. Vora un 75% de la població viu de l'agricultura, gràcies a les reserves d'aigua i a un sistema d'irrigació rutinari però efectiu. Des del 1950 empren adobs químics, i així el 1967 resultaren autosuficients en cereals i grans. La meitat de l'àrea agrícola (un terç de l'actual és de regadiu) permet dues collites d'arròs l'any, així com de cacauet, sèsam, cotó, copra, tabac, canya de sucre, cafè i te vora el Nilagiri, d'on també s'obté fusta de tec, sàndal i bambú. També era força important la pesca, i els recursos aquàtics afavoreixen l'explotació hidroelèctrica (central de Matturkolam, al Kaveri) i el desenvolupament industrial. El subsòl és poc explotat, però hi ha jaciments de manganès i ferro a Selam, i sal i bauxita a Sevaroy.
Les principals indústries són de tèxtil i de cotó a Madurai i Tirichchrapalli, amb alimentàries (oli i sucre), vagons de ferrocarril a Perambur, la Heavy Vehicles factory d'Avady (vora Madras) on es fan tancs, una refineria petrolífera a Madras, nombroses manufactures de seda, metalls, cuir i kalamkari (pintades a mà), bronze, llauna i coure, tallat de fusta i altres.

## Política
Tamil Nadu és un estat de la Unió Índia, i compta amb un governador nomenat pel president indi, un Consell de Ministres presidit pel primer ministre, un consell legislatiu de 73 membres i una Assemblea Legislativa de 235 membres escollits per sufragi universal cada quatre anys, amb seu a Chennai, capital de l'Estat. El país és dividit en 28 districtes administratius, i aquests en taluka, firka i viles. Després de la independència es crearen els pañcayats (Consells de Vila) per tal d'impulsar l'autogovern local i el desenvolupament rural, i on els afectats hi prenien decisions democràticament. Envia 57 membres al parlament hindu, 18 al Rajya Sabha i 39 al Lok Sabha.

## Partits polítics
- Tamizhaga Munnetra Munnari (Front Progressista Tàmil, TMM)
- Anna Dravida Munnetra Kalagam (Federació Progressista Pantàmil, ADMK),
- Marumalarchi Dravida Munnetra Kazhhagam (MDMK)
- Dravida Munnetra Kalagam (Federació Progressista Dràvida, DMK)
- Tamil Maanila (Congrés Tàmil)

## Història
Els pobles dràvides, com els tàmils, potser s'establiren al país durant el segon mil·lenni abans de Crist, i aviat reberen influències religioses i culturals dels pobles indoaris. Segons altres investigadors, l'origen dels pobles dravídics es troba a les cultures de Mohenjo-Daro i Harappa de la vall de l'Hindus (2600-1700 aC), que disposaven de sistemes d'irrigació, sistema de terrissa i un sistema de govern. Comerciaven amb l'Àsia central i no se sap si els aris els van invadir o bé si coexistien amb ells.
Durant el segle iii aC es va establir el regne de Kula Chekkara a Madurai, ètnicament tàmil, i que es va estendre a Yapanaya, al Nord d'Ilam (Sri Lanka). S'oposaren a l'expansió d'Asoka, i cap al 200 aC es formaren nous regnes, així com les primeres mostres de literatura tàmil. Alhora, els romans hi fundaren una base comercial a Arikamedu, al sud de Pondicherry, en el segle i. Posteriorment formà part del Regne de Pandya, del Regne de Pallava i del Regne de Chola, fins que en el segle xiv fou incorporat al Regne de Vijayanagar.
El 1765 tota la zona de Chennai fou arrendada a la Companyia Britànica de les Índies Orientals per 390.000 dòlars al nizam de Hyderabad, però el rajah de Mysore ocuparia temporalment el país del 1767 al 1769. Del 1798 al 1805 les tropes angleses de lord Wellesey ocuparen totes les terres tàmils en nom de la Companyia de les Índies Orientals, i venceren al nabab de Carnatic. El país passà a l'East Indian Company el 1818, però el 1833 perdé l'autonomia de què gaudia i fou governat des del virregnat de Delhi, que el 1858 passarà de dependre totalment de la corona britànica. El govern de Madras tenia una extensió de 368.653 km² i una població de 41.400.000 habitants el 1911, que augmentaren a 47.200.000 el 1920. De tota la població, es calcula que uns 19 milions eren tàmils, i la resta eren telugu, malayalam, kannara i altres parles dravídiques. Des del 1857 comptaven amb una universitat a Madras, 7.400 kilòmetres de ferrocarrils, 34.600 kilòmetres de carreteres i una administració que constava d'un Governor in council (4 membres) per a afers reservats i un Governor acting (tres ministres endemés d'un consell legislatiu de 132 membres, dels quals 95 eren elegits i 34 eren nomenats). Endemés de Madras, comptava amb l'administració dels estats de Travancore, Cochin, Pudukkotai, Banganapalu i Sardur. Per la reforma Morley-Minto del 1908, un tàmil formaria part del Consell del Virrei i del de Madras.